# 第三高等学校 (旧制)の人物一覧
第三高等学校 (旧制)人物一覧（だいさんこうとうがっこうじんぶついちらん）は、第三高等学校 (旧制)に関係する主な人物の一覧記事。

## 歴代校長
| 代    | 氏名       | 在任時期                        | 備考                   |
| ----- | ---------- | ------------------------------- | ---------------------- |
| -     | 中島永元   | 1886年04月 - 1887年4月          | 第三高等中学校初代校長 |
| 初代  | 折田彦市   | 1887年04月 - 1910年11月25日     |                        |
| 第2代 | 酒井佐保   | 1910年11月25日 - 1918年12月28日 | 在任中病死             |
| 第3代 | 金子銓太郎 | 1919年01月 - 1922年8月          |                        |
| 第4代 | 森外三郎   | 1922年08月 - 1931年1月          |                        |
| 第5代 | 溝淵進馬   | 1931年01月 - 1935年9月          | 在任中病死             |
| 第6代 | 森総之助   | 1935年09月 - 1941年4月          |                        |
| 第7代 | 前田鼎     | 1941年04月 - 1946年12月         |                        |
| 第8代 | 落合太郎   | 1946年12月 - 1949年5月          |                        |
| 第9代 | 島田退蔵   | 1949年06月 - 1950年3月          |                        |

## 著名な出身者

### 学術
- 湯川秀樹（理論物理学者、大阪大学名誉教授、京都大学名誉教授、ノーベル物理学賞受賞、文化勲章受章、日本学士院会員）
- 朝永振一郎（物理学者、東京教育大学学長・名誉教授、ノーベル物理学賞受賞、文化勲章受章、日本学士院会員）
- 江崎玲於奈（物理学者、筑波大学学長・名誉教授、芝浦工業大学学長、横浜薬科大学学長、ノーベル物理学賞受賞、文化勲章受章、日本学士院会員）
- 高木貞治（数学者、東京帝国大学名誉教授、文化勲章受章、日本学士院会員）
- 岡潔（数学者、奈良女子大学名誉教授、文化勲章受章）
- 今西錦司（人類学者、京都大学名誉教授、岐阜大学学長・名誉教授、文化勲章受章）
- 河盛好蔵（フランス文学者、文化勲章受章）
- 濱田耕作（考古学者、京都帝国大学総長、帝国学士院会員）
- 羽田亨（東洋史学者、京都帝国大学総長・名誉教授、貴族院議員、文化勲章受章、日本学士院会員）
- 鳥養利三郎（電気工学者、京都大学総長・名誉教授、文化功労者、日本学士院会員）
- 瀧川幸辰（刑法学者、京都大学総長、日本学士院会員）
- 末川博（民法学者、立命館大学総長、日本学士院会員）
- 大河内一男（労働経済学者、東京大学総長・名誉教授、日本学士院会員）
- 奥田東（土壌肥料学者、京都大学総長・名誉教授、文化功労者）
- 岡本道雄（医学者、京都大学総長・名誉教授）
- 遠藤仁郎（内科医、大阪女子高等医学専門学校教授、倉敷中央病院院長、青汁健康法の提唱者
- 安藤広太郎（農学者、文化勲章受章、日本学士院会員）
- 古畑種基（法医学者、東京大学名誉教授、文化勲章受章、日本学士院会員）
- 小川鼎三（解剖学者、医史学者、東京大学名誉教授、日本学士院会員）
- 八木秀次（無線工学者、東京工業大学学長、技術院総裁、大阪帝国大学総長、参議院議員、文化勲章受章、日本学士院会員）
- 緒方知三郎（病理学者、東京帝国大学名誉教授、文化勲章受章、日本学士院会員）
- 甲斐道太郎（法学者、大阪市立大学名誉教授）
- 溜池良夫（国際私法学者、京都大学名誉教授）
- 藪田貞治郎（農芸化学者、東京大学名誉教授、文化勲章受章、日本学士院会員）
- 藤田豊八（東洋史学者）
- 喜田貞吉（日本史学者）
- 笹川臨風（日本史学者）
- 会田龍雄（遺伝学者）
- 石田文次郎（民法学者）
- 林鶴一（数学者）
- 姉崎正治（宗教学者、貴族院議員、日本学士院会員）
- 伊波普猷（民俗学者、沖縄学の父）
- 厨川白村（英文学者）
- 矢野峰人（英文学者、東京都立大学 (1949-2011)総長、東洋大学学長）
- 橋本進吉（国語学者）
- 高木市之助（国文学者）
- 山本一清（天文学者）
- 園正造（数学者）
- 脇村義太郎（経済学者、日本学士院院長）
- 下村寅太郎（哲学者、日本学士院会員）
- 土井虎賀寿（哲学者、ドイツ文学者）
- 服部之総（歴史学者）
- 小笠原登（医学者、ハンセン病研究）
- 緒方富雄（血清学者、東京大学名誉教授、緒方洪庵の曾孫）
- 西堀栄三郎（化学者、登山家、第1次南極越冬隊隊長）
- 中野好夫（英文学者）
- 神田喜一郎（東洋史学者、日本学士院会員）
- 貝塚茂樹（東洋史学者、京都大学名誉教授、文化勲章受章）
- 赤松俊秀（日本史学者）
- 吉川幸次郎（中国文学者、京都大学名誉教授、文化功労者、日本芸術院会員）
- 小川環樹（中国文学者、京都大学名誉教授、日本学士院会員）
- 伊吹武彦（フランス文学者）
- 新村猛（フランス文学者、名古屋大学名誉教授）
- 桜田一郎（高分子化学者、京都大学名誉教授、文化勲章受章、日本学士院会員）
- 桑原武夫（フランス文学者、京都大学名誉教授、文化勲章受章）
- 中村吉治（歴史学者、日本農民史）
- 大塚久雄（経済史学者、東京大学名誉教授、文化勲章受章、日本学士院会員）
- 西山卯三（建築学者、京都大学名誉教授）
- 四手井綱英（森林生態学者、里山提唱者、京都大学名誉教授、京都府立大学学長・名誉教授）
- 辻清明（政治学者、行政学者、東京大学名誉教授、日本学士院会員）
- 猪木正道（政治学者、京都大学名誉教授、防衛大学校長、文化功労者）
- 田畑茂二郎（国際法学者、京都大学名誉教授、日本学士院会員、文化功労者）
- 林屋辰三郎（歴史学者、日本中世文化史、京都大学名誉教授、京都国立博物館長、日本学士院会員）
- 会田雄次（西洋史学者、京都大学名誉教授）
- 今津晃（米国史学者、京都大学名誉教授）
- 島田虔次（東洋史学者、京都大学名誉教授、日本学士院会員）
- 近藤次郎（応用数学者、東京大学名誉教授、文化勲章受章）
- 梅棹忠夫（文化人類学者、京都大学名誉教授、国立民族学博物館長・名誉教授、総合研究大学院大学名誉教授、文化勲章受章）
- 川喜田二郎（文化人類学者、KJ法発案者、東京工業大学名誉教授）
- 尾藤正英（歴史学者、江戸思想史、東京大学名誉教授、日本学士院会員）
- 喜多野清一（社会学者）
- 多田道太郎（フランス文学者、京都大学名誉教授）
- 杉捷夫（フランス文学者、東京大学名誉教授、日本学士院会員）
- 平井啓之（フランス文学者）
- 萩原延壽（歴史家、歴史作家）
- 西田直二郎（歴史学者、日本史）
- 宮田光雄（政治思想史学者）
- 久木幸男（歴史学者、日本教育史）
- 片岡曻（労働法学者）
- 中山健男（憲法学者）
- 持田豊（工学者、日本鉄道建設公団青函建設局長）
- 沼正作（生化学者、文化功労者）
- 石井威望（システム工学者、東京大学名誉教授、通産技官官僚）
- 藤澤令夫（哲学者、京都大学名誉教授、京都国立博物館長）
- 粟津則雄（フランス文学者、法政大学名誉教授）
- 石田一良（日本思想史学者、東北大学名誉教授）
- 林忠四郎（理論天体物理学者、京都大学名誉教授、文化勲章受章、日本学士院会員）
- 護雅夫（東洋史学者、東京大学名誉教授、日本学士院会員）
- 棚瀬襄爾（元京都大学助教授）
- 松浦馨（民事訴訟法学者、名古屋大学名誉教授）
- 川又良也（商法学者、京都大学名誉教授、大阪国際大学学長）
- 吉川経夫（刑法学者、法政大学名誉教授）
- 高橋貞太郎（建築家）
- 石本喜久治（建築家）
- 富家宏泰（建築家）
- 渥美和彦（医学者、東京大学名誉教授、元鈴鹿医療科学大学学長）
- 北村一郎（歯科学者、愛知県歯科医師会長、名古屋大学教授）
- 鈴木武雄（経済学者　武蔵大学学長）
- 西村豁通（同志社大学名誉教授）
- 増井禎夫（細胞生物学者、トロント大学名誉教授）
- 沢村専太郎（京都帝国大学文学部教授・美術史家、詩人「沢村胡夷」第三高等学校寮歌作詞者）
- 小牧実繁（京都帝国大学文学部教授・地政学者、滋賀大学学長）
- 野津龍三郎（京都大学理学部長・名誉教授・化学者、日本学術会議会員）
- 阿部照哉（憲法学者、京都大学名誉教授）
- 石田喜久夫（民法学者、神戸大学名誉教授）
- 秋山虔（国文学者、東京大学名誉教授）
- 勝本正晃（民法学者、東北大学名誉教授）
- 柚木馨（民法学者、神戸大学学長）
- 速水和彦（台湾総督府交通局鉄道部技師、国立台湾大学教授）

- 三上章 （言語学者、『象は鼻が長い』の著者。旧制山口高等学校を退学し、三高に入学）
- 田中一（物理学者、北海道大学名誉教授、日本社会情報学会初代会長）
- 彭明敏（台湾の国際法学者、台湾大学教授）
- 山田良之助（静岡大学学長、武蔵工業大学学長）
- 松井透（東洋史学者、東京大学名誉教授）
- 大島義脩（旧制八高初代校長）

### 文化・ジャーナリズム
- 鈴木三重吉（児童文学者）
- 梶井基次郎（小説家）
- 中谷孝雄（小説家）
- 織田作之助（小説家）
- 武田麟太郎（小説家）
- 三好達治（詩人）
- 丸山薫（詩人）
- 北川冬彦（詩人）
- 富士正晴（詩人、小説家）
- 安東次男（詩人）
- 浅野晃（詩人）
- 野間宏（小説家）
- 田宮虎彦（小説家）
- 外村繁（小説家）
- 隆慶一郎（脚本家、小説家）
- 古山高麗雄（小説家）
- 大宅壮一（評論家）
- 飯島正（評論家）
- 森毅（数学者、評論家）
- 中井正一（美学者）
- 松田道雄（医師、育児評論家）
- 小口太郎（歌人）
- 上田三四二（歌人）
- 物集高量（小説家）
- 高浜虚子（俳人）
- 河東碧梧桐（俳人）
- 山口誓子（俳人）
- 日野原重明（聖路加国際病院名誉院長、文化勲章受章）
- 小松左京（SF小説作家）
- 田坂具隆（映画監督）
- 松村禎三（作曲家）
- 須田国太郎（洋画家）
- 門田勲（朝日新聞大阪本社編集局長）
- 後藤基夫（朝日新聞社常務取締役）
- 江幡清（朝日新聞論説主幹）
- 岸田純之助（朝日新聞論説主幹）
- 仲晃（共同通信論説副委員長、桜美林大学名誉教授）
- 野平健一（『週刊新潮』編集長）

### スポーツ
- 奥村竹之助（ラグビー日本代表監督、西部ラグビー蹴球協会理事長）
- 香山蕃（日本ラグビーフットボール協会三代会長、ラグビー日本代表初代監督、京都大学ラグビー部監督）
- 北村久寿男（水泳選手、1932年ロサンゼルスオリンピック1500m自由形金メダリスト）
- 小西得郎（プロ野球監督、野球解説者）
- 星名秦（京都大学ラグビー部監督、同志社大学学長）

### 政治
- 濱口雄幸（内閣総理大臣）
- 幣原喜重郎（内閣総理大臣）
- 片山哲（内閣総理大臣）
- 永田秀次郎（拓務大臣、鉄道大臣）
- 山本宣治（衆議院議員）
- 赤松克麿（衆議院議員）
- 麻生久（衆議院議員、社会大衆党党首）
- 山名義鶴（貴族院議員、社会運動家）
- 藤井真信（大蔵大臣、大蔵次官）
- 小笠原三九郎（商工大臣、農林大臣、通商産業大臣、大蔵大臣）
- 村上義一（運輸大臣）
- 水谷長三郎（商工大臣）
- 周東英雄（農林大臣、経済安定本部総務長官、自治大臣）
- 高倉輝（衆議院議員、参議院議員、小説家）
- 岸田幸雄（参議院議員、初代公選兵庫県知事）
- 村山道雄（参議院議員、初代公選山形県知事）
- 吉江勝保（参議院議員、初代公選山梨県知事）
- 太田典礼（衆議院議員、晩年尊厳死を推進）
- 棚橋小虎（参議院議員、労働運動家）
- 細迫兼光（衆議院議員、小野田市長）
- 山本勝市（衆議院議員、経済学者）
- 木島虎蔵（参議院議員、国鉄理事）
- 山県勝見（国務大臣、厚生大臣）
- 古井喜実（厚生大臣、法務大臣、内務次官）
- 早川崇（自治大臣・国家公安委員長、労働大臣、厚生大臣）
- 木村俊夫（内閣官房長官、外務大臣）
- 小山長規（環境庁長官、運輸大臣）
- 江藤智（運輸大臣、国鉄札幌鉄道管理局長）
- 谷垣専一（文部大臣、農林官僚）
- 村田敬次郎（通商産業大臣、自治大臣）
- 上田稔（環境庁長官、建設省河川局長）
- 松本十郎（衆議院議員、大蔵省印刷局長）
- 永末英一（衆議院議員、民社党委員長）
- 中西一郎（国務大臣、経企庁国民生活局長）
- 植木光教（総理府総務長官、沖縄開発庁長官）
- 薩摩雄次（衆議院議員、新聞記者）
- 渡辺朗（衆議院議員、民社党国際局長）
- 瀬崎博義（衆議院議員）
- 山田譲（参議院議員、労働官僚）
- 八木大介（参議院議員、サラリーマン新党副代表）

### 法曹
- 草野豹一郎（判事、弁護士 / 共謀共同正犯を確立）
- 村上朝一（最高裁判所長官）
- 藤林益三（最高裁判所長官）
- 矢口洪一（最高裁判所長官）
- 垂水克己（最高裁判所判事、東京高裁長官）
- 齋藤朔郎（最高裁判事、参議院法制局長）
- 山田作之助（最高裁判事、神戸弁護士会会長）
- 大塚喜一郎（最高裁判事、日弁連事務総長、第一東京弁護士会会長 / 三高→中大法科卒）
- 環昌一（最高裁判事、弁護士）
- 岸上康夫（最高裁判事、東京高裁長官）
- 高辻正己（最高裁判事、内閣法制局長官）
- 長島敦（最高裁判事、名古屋高検検事長）
- 大白勝（最高裁判事、神戸弁護士会会長）
- 藤井五一郎（初代公安調査庁長官）
- 岸本義広（東京高等検察庁検事長、売春汚職事件）
- 辻辰三郎（検事総長）
- 安原美穂（検事総長）
- 大江兵馬（東京地検特捜部長）

### 行政
- 岡本英太郎（農商務次官、産金中金理事長）
- 奥田良三（奈良県知事）
- 粟屋謙（文部次官、内務出身）
- 河原春作（文部次官）
- 井出成三（文部次官）
- 石黒英彦（文部次官、内務出身）
- 宮田光雄（警視総監、内閣書記官長）
- 塚本清治（内務次官、内閣書記官長）
- 下岡忠治（内務次官）
- 篠原英太郎（内務次官）
- 竹内可吉（商工次官、企画院総裁、軍需次官）
- 松田太郎（商工次官）
- 豊田雅孝（商工次官、商工組合中央金庫理事長）
- 徳永久次（通産事務次官）
- 中野哲夫（通産省2代目企業局長（のちの産政局長）、中小企業金融公庫・北海道東北開発公庫副総裁）
- 本田早苗（通産省企業局長、丸善石油社長）
- 岩武照彦（中小企業庁長官）
- 野見山勉（総力戦研究所所員、商工省化学局肥料第一課長 / 昭和電工事件）
- 伊原義徳（科学技術事務次官）
- 門脇季光（外務事務次官）
- 奥村勝蔵（外務事務次官）
- 村田良平（外務事務次官）
- 岡本愛祐（帝室林野局長官(1945-)、内匠頭(1944-)、参議院議員）
- 大川美雄（駐カナダ大使）
- 原田健（駐バチカン公使(1942-46)、駐伊大使、宮内庁式部官長）
- 中江要介（駐中国大使(1984-87)）
- 有光次郎（文部事務次官、日本芸術院院長）
- 太宰博邦（厚生事務次官）
- 北川力夫（厚生事務次官）
- 吉田晴二（大蔵省印刷局長）
- 渡辺喜久造（国税庁長官）
- 吉田太郎一（財務官）
- 松井直行（大蔵省初代証券局長）
- 尾崎英二（IMF理事）
- 海堀洋平（日銀政策委員、大蔵省主計局次長）
- 江口見登留（初代労働事務次官、警視総監、警察予備隊本部次長、内務出身）
- 鈴木俊一（東京都知事）
- 柴田護（自治事務次官）
- 大国彰（行政管理事務次官）
- 加藤陽三（防衛事務次官、衆議院議員）
- 久保卓也（防衛事務次官）
- 竹岡勝美（防衛庁官房長）
- 小幡久男（防衛施設庁長官）
- 佐柳藤太（千葉県知事、内務官僚 / 三高→中大）
- 有吉忠一（朝鮮総督府政務総監、内務官僚）
- 伊沢多喜男（警視総監、台湾総督、内務官僚）
- 植場鉄三（拓務次官）
- 三浦直彦（関東局総長）
- 古海忠之（満州国国務院総務庁次長、大蔵官僚）
- 源田松三（満州国総務庁次長、大蔵官僚）
- 島田叡（沖縄県知事、内務出身）
- 岡田宇之助（佐賀県知事、住友合資理事 / 三高→中大）
- 池原鹿之助（大阪市助役、内務官僚 / 三高→中大）
- 河田貫三（大蔵省丸亀税務監督局長 / 三高→中大）
- 黒崎定三（法制局長官、逓信出身）
- 高岡健治（内閣書記官長、内務出身）
- 富田健治（内閣書記官長、内務出身）
- 南波杢三郎（内務省警保局保安課長、検事出身）
- 下山定則（日本国有鉄道初代総裁）
- 天坊裕彦（国鉄副総裁、参議院議員）
- 小倉武一（農林事務次官、政府税制調査会会長）
- 斎藤誠（農林事務次官）
- 中村大造（運輸事務次官、新東京国際空港公団総裁、全日空社長）
- 藤井崇治（電源開発総裁、電気庁長官、逓信官僚）
- 岩沢忠恭（建設事務次官、参議院議員）
- 稲浦鹿蔵（建設事務次官、参議院議員）
- 前田光嘉（建設事務次官）
- 湯川宏（大阪府副知事、厚生・労働官僚出身。衆議院議員）
- 竹内直一（日本消費者連盟代表、農林官僚出身）
- 太田利三郎（日本鉄道建設公団初代総裁、日本開発銀行総裁、日本銀行理事）
- 当間重剛（琉球政府行政主席）
- 北野重雄（群馬県知事）
- 中西陽一（石川県知事）
- 黒田了一（大阪府知事）
- 林田悠紀夫（京都府知事）
- 立木勝（大分県知事）
- 大島靖（大阪市長）
- 松尾守治（下関市長）
- 紀藤閑之介（宇部市長）
- 桑山鉄男（逓信次官）
- 松木幹一郎（逓信官僚・台湾電力社長）

### 経済
- 安住悦太郎（安住大薬房専務取締役）
- 矢野恒太（第一生命創業者 / 第三高等中学校卒業）
- 馬場恒吾（読売新聞社社長 / 第三高等中学校卒業）
- 藍川清成（名古屋鉄道初代社長 / 第三高等中学校卒業）
- 高橋龍太郎（日本のビール王）
- 上野精一（朝日新聞社社主）
- 山下長（オリンパス創業者）
- 石川芳次郎（京福電気鉄道初代社長）
- 龍野勇（大日本製薬社長）
- 鹿島守之助（鹿島建設会長、元外交官）
- 原邦造（東武鉄道会長、帝都高速度交通営団初代総裁、東京瓦斯会長、室町物産会長、日航会長、日銀政策委員）
- 池田亀三郎（三菱油化会長）
- 浅田長平（神戸製鋼所会長）
- 久留島秀三郎（同和鉱業社長、ボーイスカウト日本連盟理事長）
- 志田文雄（日本電気専務、住友電気工業技師長）
- 大和田悌二（日本曹達社長、日本電信電話公社経営委員長、元逓信次官）
- 木下又三郎（本州製紙会長）
- 広瀬経一（北海道拓殖銀行会長、元大蔵官僚）
- 田路舜哉（住友商事初代社長）
- 土井正治（住友化学工業会長）
- 鈴木剛（住友銀行頭取、朝日放送社長、ホテルプラザ社長）
- 阿部孝次郎（東洋紡会長、関西経済連合会会長）
- 森新治（帝国人造絹糸社長）
- 村岡四郎（京阪電気鉄道社長）
- 荒木三郎（呉羽化学工業社長）
- 神戸捨二（沖電気工業社長）
- 服部元三（川崎汽船社長）
- 林田正貫（安田信託銀行社長）
- 北川一栄（住友電気工業会長）
- 一本松珠璣（日本原子力発電社長）
- 福田千里（大和証券会長）
- 広田寿一（住友金属工業会長）
- 加藤辨三郎（協和発酵キリン創業者）
- 栗本順三（栗本鐵工所会長、阪神高速道路公団初代理事長）
- 井口竹次郎（大阪瓦斯会長）
- 谷口豊三郎（東洋紡会長）
- 佐伯勇（近鉄会長）
- 外島健吉（神戸製鋼所社長）
- 島本融（北海道銀行初代頭取、日銀政策委員、大蔵省欧州駐在官（ベルリン・ベルン））
- 寺尾威夫（大和銀行会長）
- 中村隆一（日立金属初代社長）
- 谷村順蔵（日東製粉社長）・谷村敬介（大東京火災海上保険社長）兄弟
- 井上定雄（京王帝都電鉄社長）
- 吉田義一（新三菱重工業社長）
- 西村半次郎（住友信託銀行社長）
- 若林展二郎（東邦レーヨン社長）
- 平井寛一郎（東北電力社長、関西電力副社長）
- 白根清香（中央信託銀行初代社長）
- 河上健次郎（住友金属鉱山社長）
- 内藤良一（旧ミドリ十字創業者）
- 工藤信一良（パシフィック・リーグ会長、毎日新聞社副社長）
- 湯浅佑一（湯浅電池会長、関西経済同友会代表幹事）
- 森寿五郎（丸善石油会長、関西電力副社長）
- 田中敦（倉敷紡績社長）
- 相原正一郎（日本勧業角丸証券初代社長、平和不動産社長）
- 四本潔（川崎重工業会長）
- 柴山幸雄（住友商事社長）
- 上西亮二（島津製作所社長）
- 橋本真吉（日立建機初代社長、日立製作所副社長）
- 山本正明（沖電気工業社長）
- 池田芳蔵（三井物産会長、NHK会長）
- 金沢脩三（三菱レイヨン社長）
- 乾昇（住友金属工業社長）
- 水野一夫（宇部興産社長）
- 菊池稔（東京海上火災保険社長）
- 岡田貢助（川崎汽船社長）
- 吉村勘兵衛（日本長期信用銀行頭取）
- 増田元一（国際電信電話社長）
- 田鍋健（積水ハウス社長）
- 磯田一郎（住友銀行会長）
- 宇野収（東洋紡会長、関西経済連合会会長）
- 高木盛久（日本テレビ放送網社長）
- 中村金夫（日本興業銀行会長）
- 品川正治（日本火災海上保険会長）
- 八木靖浩（川崎製鉄社長）
- 牧冬彦（神戸製鋼所社長）
- 中村尚夫（クラレ社長）
- 河村元雄（住友倉庫社長）
- 内田克己（住友軽金属工業社長）
- 西八條實（島津製作所社長）
- 弓倉礼一（旭化成工業社長）
- 茨木忻治（川鉄商事社長）
- 転法輪奏（商船三井会長）
- 植田新也（産経新聞社社長）
- 牛尾治朗（ウシオ電機会長、経済同友会代表幹事）
- 八城政基（新生銀行会長）